# Mierzyno
Mierzyno is een plaats in het Poolse district  Wejherowski, woiwodschap Pommeren. De plaats maakt deel uit van de gemeente Gniewino en telt 164 inwoners.